# مارکو آراپوویچ
مارکو آراپوویچ (کرواتی: Marko Arapović؛ زادهٔ ۲۰ ژوئیهٔ ۱۹۹۶) بازیکن بسکتبال اهل کرواسی است.
از باشگاه‌هایی که در آن بازی کرده‌است می‌توان به سیبونا زاگرب اشاره کرد.
وی در مسابقات کشوری و بین‌المللی در مجموع برندهٔ ۱ مدال طلا، ۲ مدال نقره، ۲ مدال برنز شده‌است.